# Hrabstwo Thayer
Hrabstwo Thayer (ang. Thayer County) – hrabstwo w stanie Nebraska w Stanach Zjednoczonych. Obszar całkowity hrabstwa obejmuje powierzchnię 575,59 mil² (1 490,78 km²). Według danych z 2010 r. hrabstwo miało 6274 mieszkańców. Hrabstwo powstało w 1872 roku i nosi imię Johna Thayera – generała wojsk Unii podczas wojny secesyjnej i gubernatora Nebraski.

## Sąsiednie hrabstwa
- Hrabstwo Fillmore (północ)
- Hrabstwo Saline (północny wschód)
- Hrabstwo Jefferson (wschód)
- Hrabstwo Washington (Kansas) (południowy wschód)
- Hrabstwo Republic (Kansas) (południe)
- Hrabstwo Nuckolls (zachód)
- Hrabstwo Clay (północny zachód)

## Miasta
- Deshler
- Hebron

## Wioski
- Alexandria
- Belvidere
- Bruning
- Byron
- Carleton
- Chester
- Davenport
- Gilead
- Hubbell